# EuroCup Women 2016-2017
L'EuroCup Women 2016-2017 è stata la quindicesima edizione del torneo europeo di secondo livello per squadre femminili di club di pallacanestro. Il torneo ha avuto inizio il 5 ottobre 2016 con la gara di andata del turno preliminare e si è concluso il 12 aprile 2017 con la gara di ritorno della finale.
Il trofeo è stato vinto dalle turche dello Yakın Doğu Üniversitesi che hanno sconfitto in finale le connazionali dell'Agü Spor Kayseri.

## Regolamento
Alla regular season partecipano 32 squadre (24 qualificate di diritto ed 8 uscenti da un turno preliminare), divise in 8 gruppi di 4 secondo criteri geografici. Le prime due classificate di ogni girone si qualificano per la fase a eliminazione diretta, giocata con partite di andata e ritorno dagli ottavi sino alla finale.

## Squadre partecipanti
Accedono direttamente al torneo le seguenti 24 squadre:
| Russia          | 3 | Sparta&K Vidnoe (quarta)     | Dinamo Mosca (quinta)           | Dinamo Novosibirsk (sesta) |
| Turchia         | 2 | Agü Spor Kayseri (quarta)    | Galatasaray (quinta)            |                            |
| Ungheria        | 2 | PINKK-Pécsi 424 (terza)      | Diósgyőr Miskolc (quarta)       |                            |
| Slovacchia      | 1 | Good Angels Košice (prima)   |                                 |                            |
| Lituania        | 1 | Hoptrans Sirenos (prima)     |                                 |                            |
| Israele         | 1 | Maccabi Bnot Ashdod (prima)  |                                 |                            |
| Lettonia        | 1 | TTT Rīga (prima)             |                                 |                            |
| Grecia          | 1 | Olympiakos (prima)           |                                 |                            |
| Conference 2    |   |                              |                                 |                            |
| Francia         | 2 | Cavigal Nice Basket (quarta) | Basket Landes (quinta)          |                            |
| Repubblica Ceca | 1 | ČEZ Nymburk (seconda)        |                                 |                            |
| Spagna          | 1 | Girona (seconda)             |                                 |                            |
| Italia          | 2 | Passalacqua Ragusa (terza)   | Umana Reyer Venezia (quarta)    |                            |
| Belgio          | 2 | Castors Braine (prima)       | Belfius Namur-Capital (seconda) |                            |
| Svezia          | 2 | Luleå BBK (prima)            | Udominate Umeå (seconda)        |                            |
| Germania        | 1 | Wasserburg (prima)           |                                 |                            |
| Portogallo      | 1 | União Sportiva (prima)       |                                 |                            |

Le seguenti 16 squadre disputano un turno preliminare a eliminazione diretta dal quale se ne qualificano 8 per la regular season:
| Russia          | 2 | Enisey Krasnojarsk (settima)  | Čevakata Vologda (ottava)    |                                  |
| Turchia         | 3 | İstanbul Üniversitesi (sesta) | Canik Belediye (settima)     | Yakın Doğu Üniversitesi (ottava) |
| Ungheria        | 2 | PEAC-Pécs (quinta)            | Cegléd (sesta)               |                                  |
| Slovacchia      | 1 | Piešťanské Čajky (seconda)    |                              |                                  |
| Conference 2    |   |                               |                              |                                  |
| Francia         | 2 | Flammes Carolo (sesta)        | Nantes Rezé (ottava)         |                                  |
| Repubblica Ceca | 1 | VALOSUN Brno (quinta)         |                              |                                  |
| Polonia         | 1 | Basket 90 Gdynia (quinta)     |                              |                                  |
| Germania        | 2 | Stars Keltern (quarta)        | Eisvögel USC Freiburg (nona) |                                  |
| Svizzera        | 1 | Elfic Fribourg (seconda)      |                              |                                  |
| Paesi Bassi     | 1 | Amsterdam Angels (quinta)     |                              |                                  |

## Turno di qualificazione
Le partite di andata si sono giocate il 5 e il 6 ottobre, quelle di ritorno il 12 e il 13 ottobre 2016.

### Conference 1
| Squadra 1               | Totale  | Squadra 2             | Andata | Ritorno |
| ----------------------- | ------- | --------------------- | ------ | ------- |
| Canik Belediye          | 152-140 | Čevakata Vologda      | 82-79  | 70-61   |
| PEAC-Pécs               | 142-138 | Piešťanské Čajky      | 64-74  | 78-64   |
| Yakın Doğu Üniversitesi | 139-121 | İstanbul Üniversitesi | 82-53  | 57-68   |
| Cegléd                  | 159-139 | Enisey Krasnojarsk    | 94-72  | 65-67   |

### Conference 2
| Squadra 1             | Totale  | Squadra 2      | Andata | Ritorno |
| --------------------- | ------- | -------------- | ------ | ------- |
| Basket 90 Gdynia      | 126-149 | Elfic Fribourg | 74-64  | 52-85   |
| Eisvögel USC Freiburg | 121-151 | Flammes Carolo | 64-71  | 57-80   |
| Amsterdam Angels      | 148-164 | Nantes Rezé    | 66-87  | 82-77   |
| Stars Keltern         | 142-114 | VALOSUN Brno   | 69-59  | 73-55   |

## Regular season
La regular season è iniziata il 26 ottobre 2016 ed è terminata il 15 dicembre 2016.
Legenda:
      Squadre qualificate ai sedicesimi di finale
      Squadre eliminate

### Conference 1

#### Gruppo A
|    | Squadra             | Pt. | G | V | P | PF  | PS  | diff |
| -- | ------------------- | --- | - | - | - | --- | --- | ---- |
| 1. | Maccabi Bnot Ashdod | 11  | 6 | 5 | 1 | 434 | 389 | +45  |
| 2. | Cegléd              | 10  | 6 | 4 | 2 | 425 | 382 | +43  |
| 3. | Sparta&K Vidnoe     | 8   | 6 | 2 | 4 | 383 | 402 | -19  |
| 4. | Hoptrans Sirenos    | 7   | 6 | 1 | 5 | 387 | 456 | -69  |

|                     | CEG   | HOP   | MAC   | SPA   |
| Cegléd              |       | 68-60 | 81-82 | 62-50 |
| Hoptrans Sirenos    | 61-76 |       | 74-71 | 68-79 |
| Maccabi Bnot Ashdod | 63-59 | 84-65 |       | 63-50 |
| Sparta&K Vidnoe     | 66-79 | 78-59 | 60-71 |       |

#### Gruppo B
|    | Squadra          | Pt. | G | V | P | PF  | PS  | diff |
| -- | ---------------- | --- | - | - | - | --- | --- | ---- |
| 1. | Agü Spor Kayseri | 12  | 6 | 6 | 0 | 444 | 370 | +74  |
| 2. | PEAC-Pécs        | 9   | 6 | 3 | 3 | 436 | 391 | +45  |
| 3. | Dinamo Mosca     | 9   | 6 | 3 | 3 | 398 | 436 | -38  |
| 4. | PINKK-Pécsi 424  | 6   | 6 | 0 | 6 | 351 | 432 | -81  |

1. ↑  Si qualifica per la differenza canestri di +22 nel confronto diretto con Dinamo Mosca

|                  | DMO   | KAY   | PEA   | PIN   |
| Dinamo Mosca     |       | 57-71 | 73-69 | 67-63 |
| Agü Spor Kayseri | 81-69 |       | 74-73 | 65-47 |
| PEAC-Pécs        | 87-61 | 62-69 |       | 71-48 |
| PINKK-Pécsi 424  | 65-71 | 62-84 | 66-74 |       |

#### Gruppo C
|    | Squadra            | Pt. | G | V | P | PF  | PS  | diff |
| -- | ------------------ | --- | - | - | - | --- | --- | ---- |
| 1. | Galatasaray        | 12  | 6 | 6 | 0 | 485 | 377 | +108 |
| 2. | TTT Rīga           | 10  | 6 | 4 | 2 | 461 | 372 | +89  |
| 3. | Dinamo Novosibirsk | 7   | 6 | 1 | 5 | 369 | 424 | -55  |
| 4. | Canik Belediye     | 7   | 6 | 1 | 5 | 371 | 513 | -142 |

|                    | CAN   | DNO   | GAL   | RIG   |
| Canik Belediye     |       | 63-55 | 75-90 | 35-94 |
| Dinamo Novosibirsk | 89-70 |       | 58-73 | 56-65 |
| Galatasaray        | 87-66 | 75-52 |       | 77-66 |
| TTT Rīga           | 98-62 | 78-59 | 60-83 |       |

#### Gruppo D
|    | Squadra                 | Pt. | G | V | P | PF  | PS  | diff |
| -- | ----------------------- | --- | - | - | - | --- | --- | ---- |
| 1. | Yakın Doğu Üniversitesi | 12  | 6 | 6 | 0 | 441 | 326 | +115 |
| 2. | Good Angels Košice      | 9   | 6 | 3 | 3 | 410 | 404 | +6   |
| 3. | Olympiakos              | 9   | 6 | 3 | 3 | 414 | 406 | +8   |
| 4. | Diósgyőr Miskolc        | 6   | 6 | 0 | 6 | 338 | 467 | -129 |

1. ↑  Si qualifica per la differenza canestri di +6 nel confronto diretto con Olympiakos

|                         | KOS   | OLY   | MIS   | YDO   |
| Good Angels Košice      |       | 72-59 | 82-67 | 65-69 |
| Olympiakos              | 85-78 |       | 93-58 | 53-55 |
| Diósgyőr Miskolc        | 54-67 | 60-61 |       | 53-71 |
| Yakın Doğu Üniversitesi | 70-46 | 83-63 | 93-46 |       |

### Conference 2

#### Gruppo E
|    | Squadra               | Pt. | G | V | P | PF  | PS  | diff |
| -- | --------------------- | --- | - | - | - | --- | --- | ---- |
| 1. | Passalacqua Ragusa    | 11  | 6 | 5 | 1 | 363 | 300 | +63  |
| 2. | ČEZ Nymburk           | 10  | 6 | 4 | 2 | 364 | 329 | +35  |
| 3. | Nantes Rezé           | 9   | 6 | 3 | 3 | 373 | 364 | +9   |
| 4. | Belfius Namur-Capital | 6   | 6 | 0 | 6 | 298 | 405 | -107 |

|                       | BNC   | NAN   | NYM   | RAG   |
| Belfius Namur-Capital |       | 52-77 | 54-61 | 43-64 |
| Nantes Rezé           | 74-52 |       | 72-62 | 46-65 |
| ČEZ Nymburk           | 70-41 | 66-54 |       | 53-58 |
| Passalacqua Ragusa    | 59-56 | 67-50 | 50-52 |       |

#### Gruppo F
|    | Squadra        | Pt. | G | V | P | PF  | PS  | diff |
| -- | -------------- | --- | - | - | - | --- | --- | ---- |
| 1. | Girona         | 12  | 6 | 6 | 0 | 457 | 357 | +100 |
| 2. | Stars Keltern  | 9   | 6 | 3 | 3 | 405 | 391 | +14  |
| 3. | Castors Braine | 9   | 6 | 3 | 3 | 424 | 355 | +69  |
| 4. | União Sportiva | 6   | 6 | 0 | 6 | 313 | 496 | -183 |

1. ↑  Si qualifica per la differenza canestri di +5 nel confronto diretto con Castors Braine

|                | CAS   | GIR   | SKE   | UNI   |
| Castors Braine |       | 56-65 | 62-68 | 97-42 |
| Girona         | 74-60 |       | 65-54 | 89-67 |
| Stars Keltern  | 68-69 | 66-83 |       | 73-62 |
| União Sportiva | 38-80 | 54-81 | 50-76 |       |

#### Gruppo G
|    | Squadra             | Pt. | G | V | P | PF  | PS  | diff |
| -- | ------------------- | --- | - | - | - | --- | --- | ---- |
| 1. | Umana Reyer Venezia | 10  | 6 | 4 | 2 | 413 | 377 | +36  |
| 2. | Cavigal Nice Basket | 10  | 6 | 4 | 2 | 371 | 376 | -5   |
| 3. | Elfic Fribourg      | 8   | 6 | 2 | 4 | 360 | 391 | -31  |
| 4. | Basket Landes       | 8   | 6 | 2 | 4 | 419 | 419 | 0    |

|                     | FRI   | LAN   | NIZ   | VEN   |
| Elfic Fribourg      |       | 62-54 | 62-68 | 61-64 |
| Basket Landes       | 62-64 |       | 78-57 | 83-80 |
| Cavigal Nice Basket | 80-55 | 67-64 |       | 57-52 |
| Umana Reyer Venezia | 63-56 | 89-78 | 65-42 |       |

#### Gruppo H
|    | Squadra        | Pt. | G | V | P | PF  | PS  | diff |
| -- | -------------- | --- | - | - | - | --- | --- | ---- |
| 1. | Flammes Carolo | 12  | 6 | 6 | 0 | 484 | 367 | +117 |
| 2. | Wasserburg     | 9   | 6 | 3 | 3 | 475 | 396 | +79  |
| 3. | Udominate Umeå | 9   | 6 | 3 | 3 | 435 | 488 | -53  |
| 4. | Luleå BBK      | 6   | 6 | 0 | 6 | 360 | 503 | -143 |

1. ↑  Si qualifica per la differenza canestri di +32 nel confronto diretto con Udominate Umeå

|                | FLA   | LUL   | UME   | WAS   |
| Flammes Carolo |       | 79-47 | 83-72 | 69-62 |
| Luleå BBK      | 67-97 |       | 67-73 | 49-86 |
| Udominate Umeå | 68-86 | 73-71 |       | 66-99 |
| Wasserburg     | 51-70 | 95-59 | 82-83 |       |

## Play-off
Classifica delle 16 migliori squadre dopo la regular season.
| ordine | squadra                 | punti | G | V | P | PF  | PS  | Diff. | posizione   |
| ------ | ----------------------- | ----- | - | - | - | --- | --- | ----- | ----------- |
| 1      | Flammes Carolo          | 12    | 6 | 6 | 0 | 484 | 367 | +117  | 1º gruppo H |
| 2      | Yakın Doğu Üniversitesi | 12    | 6 | 6 | 0 | 441 | 326 | +115  | 1º gruppo D |
| 3      | Galatasaray             | 12    | 6 | 6 | 0 | 485 | 377 | +108  | 1º gruppo C |
| 4      | Girona                  | 12    | 6 | 6 | 0 | 457 | 357 | +100  | 1º gruppo F |
| 5      | Agü Spor Kayseri        | 12    | 6 | 6 | 0 | 444 | 370 | +74   | 1º gruppo B |
| 6      | Passalacqua Ragusa      | 11    | 6 | 5 | 1 | 363 | 300 | +63   | 1º gruppo E |
| 7      | Maccabi Bnot Ashdod     | 11    | 6 | 5 | 1 | 434 | 389 | +45   | 1º gruppo A |
| 8      | TTT Rīga                | 10    | 6 | 4 | 2 | 461 | 372 | +89   | 2º gruppo C |
| 9      | Cegléd                  | 10    | 6 | 4 | 2 | 425 | 382 | +43   | 2º gruppo A |
| 10     | Umana Reyer Venezia     | 10    | 6 | 4 | 2 | 413 | 377 | +36   | 1º gruppo G |
| 11     | ČEZ Nymburk             | 10    | 6 | 4 | 2 | 364 | 329 | +35   | 2º gruppo E |
| 12     | Cavigal Nice Basket     | 10    | 6 | 4 | 2 | 371 | 376 | -5    | 2º gruppo G |
| 13     | Wasserburg              | 9     | 6 | 3 | 3 | 475 | 396 | +79   | 2º gruppo H |
| 14     | PEAC-Pécs               | 9     | 6 | 3 | 3 | 436 | 391 | +45   | 2º gruppo B |
| 15     | Stars Keltern           | 9     | 6 | 3 | 3 | 405 | 391 | +14   | 2º gruppo F |
| 16     | Good Angels Košice      | 9     | 6 | 3 | 3 | 410 | 404 | +6    | 2º gruppo D |

Si considerano, in ordine, i punti; la differenza punti; i punti realizzati.

## Sedicesimi di finale
Le partite di andata si sono giocate il 18 e il 19 gennaio, quelle di ritorno il 25 e il 26 gennaio 2017.
| Squadra 1           | Totale  | Squadra 2               | Andata | Ritorno |
| ------------------- | ------- | ----------------------- | ------ | ------- |
| Good Angels Košice  | 141-136 | Flammes Carolo          | 83-64  | 58-72   |
| Stars Keltern       | 120-161 | Yakın Doğu Üniversitesi | 62-76  | 58-85   |
| PEAC-Pécs           | 116-152 | Galatasaray             | 67-71  | 49-81   |
| Wasserburg          | 133-145 | Girona                  | 62-66  | 71-79   |
| Cavigal Nice Basket | 106-144 | Agü Spor Kayseri        | 50-78  | 56-66   |
| ČEZ Nymburk         | 110-128 | Passalacqua Ragusa      | 53-57  | 57-71   |
| Umana Reyer Venezia | 130-103 | Maccabi Bnot Ashdod     | 58-52  | 72-51   |
| Cegléd              | 130-127 | TTT Rīga                | 73-66  | 57-61   |

## Ottavi di finale
Le partite di andata si sono disputate l'8 e il 9 febbraio, quelle di ritorno il 15 e il 16 febbraio 2017.
| Squadra 1           | Totale  | Squadra 2               | Andata | Ritorno |
| ------------------- | ------- | ----------------------- | ------ | ------- |
| Good Angels Košice  | 156-134 | Cegléd                  | 79-64  | 77-70   |
| Umana Reyer Venezia | 110-122 | Yakın Doğu Üniversitesi | 65-56  | 45-66   |
| Passalacqua Ragusa  | 133-145 | Galatasaray             | 67-77  | 66-68   |
| Girona              | 125-148 | Agü Spor Kayseri        | 71-63  | 54-85   |

## Fase finale
Le quattro squadre vincenti del turno precedente incontrano le quinte e seste classificate dei due gruppi dell'EuroLega:
| pos. | gruppo | squadra            |
| ---- | ------ | ------------------ |
| 5ª   | A      | Lattes-Montpellier |
| 6ª   | A      | Wisła Cracovia     |
| 5ª   | B      | Hatay              |
| 6ª   | B      | Villeneuve d'Ascq  |

### Quarti di finale
Le squadre provenienti dall'Eurolega disputano la prima gara in casa, se giocano fra loro – due club dell'Eurolega o due club dell'Eurocoppa – si segue l'ordine di classifica della stagione regolare. Le partite di andata si sono disputate il 7 marzo, quelle di ritorno il 10 marzo 2017.
| Squadra 1          | Totale  | Squadra 2               | Andata  | Ritorno |
| ------------------ | ------- | ----------------------- | ------- | ------- |
| Villeneuve d'Ascq  | 128-141 | Yakın Doğu Üniversitesi | 67 - 68 | 61 - 73 |
| Good Angels Košice | 139-144 | Galatasaray             | 73 - 62 | 66 - 82 |
| Lattes-Montpellier | 133-158 | Agü Spor Kayseri        | 65 - 85 | 68 - 73 |
| Wisła Cracovia     | 133-146 | Hatay                   | 57 - 69 | 76 - 77 |

### Semifinali
Le partite di andata si sono disputate il 21 marzo, quelle di ritorno il 24 marzo 2017.
| Squadra 1   | Totale  | Squadra 2               | Andata  | Ritorno |
| ----------- | ------- | ----------------------- | ------- | ------- |
| Galatasaray | 149-168 | Yakın Doğu Üniversitesi | 81 - 87 | 68 - 81 |
| Hatay       | 123-135 | Agü Spor Kayseri        | 65 - 71 | 58 - 64 |

### Finale
La finale di andata si è disputata il 5 aprile, quella di ritorno il 12 aprile 2017.
| Squadra 1        | Totale  | Squadra 2               | Andata  | Ritorno |
| ---------------- | ------- | ----------------------- | ------- | ------- |
| Agü Spor Kayseri | 127-136 | Yakın Doğu Üniversitesi | 69 - 73 | 58 - 63 |

## Verdetti
- Vincitrice:  Yakın Doğu Üniversitesi (1º titolo)
Formazione: Olcay Çakır, Elin Eldebrink, Angelica Robinson, Anna Vajda, Sinem Ataş, Alena Leŭčanka, Quanitra Hollingsworth, Gizem Başaran, Essence Carson, Kayla McBride, Courtney Vandersloot, Bahar Çağlar, Nevena Jovanović[7]. Allenatore: Zafer Kalaycıoğlu.